# Uralokannemeyeria vjuschkovi
Uralokannemeyeria vjuschkovi è un terapside estinto, appartenente ai dicinodonti. Visse nel Triassico medio (Anisico, circa 247 - 243 milioni di anni fa) e i suoi resti fossili sono stati ritrovati in Russia.

## Descrizione
Questo animale era di grandi dimensioni se rapportato a quelle di altri dicinodonti; è probabile che Uralokannemeyeria potesse superare i 3 metri di lunghezza. Il muso era a forma di cuneo; la volta cranica era appiattita ed erano presenti ispessimenti rugosi sulle ossa nasali, le mascelle e i margini orbitali superiori. Erano presenti due enormi zanne superiori a forma di canini dirette obliquamente, in avanti e all'ingiù. La cresta parietale era massiccia ma bassa, al contrario di quella di altre forme simili come Rabidosaurus. L'occipite era basso, posto ad angolo acuto rispetto alla superficie dorsale del cranio. Il palato secondario era piccolo. I pochi resti postcranici noti (un ilio, una tibia) indicano che il corpo di Uralokannemeyeria doveva essere estremamente massiccio.

## Classificazione
Uralokannemeyeria è un rappresentante derivato dei dicinodonti, il grande gruppo di terapsidi erbivori tipici del Permiano e del Triassico; in particolare, Uralokannemeyeria era un membro dei Kannemeyeriiformes, il gruppo più derivato di dicinodonti, comprendente anche forme gigantesche come Lisowicia. Secondo alcune analisi filogenetiche, Uralokannemeyeria sarebbe strettamente imparentato alla forma indiana Rechnisaurus e all'africano Dolichuranus (Kammerer et al., 2013). 
Uralokannemeyeria vjuschkovi venne descritto per la prima volta nel 1971 da Danilov sulla base di resti fossili ritrovati nella formazione Donguz, in Russia, nella regione di Orenburg. Classificazioni successive hanno identificato questo genere con il ben noto Kannemeyeria sudafricano (Frobisch, 2009), ma ulteriori studi hanno permesso di riconoscerne la validità (Kammerer et al., 2013; Hellert e Lloyd, 2020).